# 卢多维科·维贝蒂
卢多维科·维贝蒂（義大利語：Ludovico Viberti，2002年2月8日—），意大利男子游泳运动员，2021年夏季世界大学生运动会男子50米蛙泳和男子4×100米混合泳接力银牌得主、2024年世界短池锦标赛男子4×100米混合泳接力铜牌得主。